# 小行星1039
小行星1039（1039 Sonneberga）是一颗围绕太阳公转的小行星。1924年11月24日，马克斯·沃夫在海德堡发现了此天体。
該小行星以德國的市鎮松訥貝格命名。
这颗小行星的绝对星等为11.67等。